# Ястшомб (Пшисуський повіт)
Ястшомб (пол. Jastrząb) — село в Польщі, у гміні Гельнюв Пшисуського повіту Мазовецького воєводства.
Населення — 277 осіб (2011).
У 1975-1998 роках село належало до Радомського воєводства.

## Демографія
Демографічна структура станом на 31 березня 2011 року:
|          | Загалом | Допрацездатний вік | Працездатний вік | Постпрацездатний вік |
| -------- | ------- | ------------------ | ---------------- | -------------------- |
| Чоловіки | 141     | 28                 | 95               | 18                   |
| Жінки    | 136     | 21                 | 71               | 44                   |
| Разом    | 277     | 49                 | 166              | 62                   |